# Schließmuskel
Als Schließmuskel oder Sphinkter (lateinisch sphincter, von griechisch σφίγγω, sfingo ‘drücke zusammen’) bezeichnet man in der Anatomie der Wirbeltiere einen ringförmigen Muskel, der ein muskuläres Hohlorgan völlig abdichten kann. Dadurch wird ein Vorwärts- oder auch ein Rückwärtsfluss verhindert. Die meisten Schließmuskeln bestehen aus glatter Muskulatur und sind deswegen einer willkürlichen Betätigung nicht oder nur teilweise zugänglich. Bei Wirbellosen ist ein Schließmuskel ein Muskel, der ein Gehäuse oder Ähnliches verschließt. So zieht der Schließmuskel der Muscheln die beiden Schalenhälften zusammen.

## Einzelne Muskeln
- Der Augenmuskel Musculus sphincter pupillae führt zur Verengung der Pupille.
- Der Musculus orbicularis oris („Ringmuskel des Mundes“) um die Mundöffnung bildet die fleischige Grundlage der Lippen.
- Der obere Ösophagussphinkter oder Ösophagusmund besteht ausschließlich aus (quergestreifter) Skelettmuskulatur – im Wesentlichen aus der Pars fundiformis des Musculus constrictor pharyngis inferior. Er verschließt den Eingang in die Speiseröhre, um einerseits das Verschlucken von Luft (Aerophagie) beim Atmen und Sprechen und andererseits die Aspiration von Mageninhalt zu verhindern.[1]
- Der Pylorus („Magenpförtner“) ist der Schließmuskel am Magenausgang.
- Die Papilla duodeni major („vatersche Papille“) fungiert als Schließmuskel im Bereich der Mündung des Gallenganges in das Duodenum (Zwölffingerdarm).
- Die Ileozäkalklappe dient als Schließmuskel am Übergang vom Dünndarm in den Dickdarm, beim Pferd ist ein Musculus sphincter ilei an der Mündung des Ileums ausgebildet.
- Die Schließmuskeln am Anus sind der äußere und innere Afterschließmuskel (Musculus sphincter ani internus und Musculus sphincter ani externus).
- Beim Musculus urethralis („Harnröhrenmuskel“) liegen Faserzüge des Musculus transversus perinei profundus ringförmig um die Pars membranacea urethrae der Harnröhre. Deren Erschlaffen (Tonusminderung) ermöglicht mit der gleichzeitigen Tonuszunahme des Musculus detrusor vesicae die Miktion (Blasenentleerung).
- Der Schließmechanismus der Speiseröhre gegenüber dem Magen wird irreführend auch als „unterer Ösophagussphinkter“ bezeichnet, obwohl an ihm kein Schließmuskel im eigentlichen Sinne beteiligt ist.[2] Dieser „funktionelle Sphinkter“ wird vor allem durch eine einengende Schlinge des Zwerchfells gebildet.

## Funktionsstörungen
Funktionsstörungen des „unteren Ösophagussphinkters“ können sich als unzureichender Verschluss oder unzureichende Öffnung darstellen. Ist der Verschluss des Mageneingangs gestört, fließt Magensäure in die Speiseröhre zurück (Reflux) und verursacht eine Refluxösophagitis. Öffnet sich dieser funktionelle Sphincter nicht, kommt es zu einer Achalasie.
Funktionsstörungen der Afterschließmuskeln führen zu einer Stuhlinkontinenz. Eine chirurgische Behandlungsmöglichkeit ist die Sphinkterplastik. Die Afterschließmuskeln können auch durch einen Dammriss während der Geburt verletzt werden.
Die Harninkontinenz ist ein Oberbegriff für verschiedene Störungen der Reservoirfunktion der Harnblase und für unwillkürlichen Abgang von Urin. 1953 entwickelte Hubert Hartl in Göttingen eine Sphinkterometrie zur Abschätzung des Schweregrades einer solchen Inkontinenz. Durch Beckenbodentraining soll eine Harninkontinenz verhindert oder gebessert werden können.